# Canale del Loing
Il Canale del Loing è un canale costruito nel XVIII secolo, situato nei dipartimenti di Loiret e della Senna e Marna in Francia e che, originariamente, insieme al canale d'Orléans, garantiva la confluenza tra il bacino fluviale della Loira e quello della Senna.

## Geografia
Il canale del Loing, con una lunghezza di 47,8 km, collega i canali di Briare e d'Orléans, al livello del paesino di Buges, nel comune di Corquilleroy nei pressi di Montargis, del fiume Loing e della Saint-Mammès, nel punto di confluenza del Loing con la Senna.

### Comuni attraversati
Il canale attraversa il comune di Corquilleroy all'estremo sud, nei pressi di Montargis mentre, all'estremo nord attraversa quelli di Cepoy, Girolles, Nargis, Château-Landon, Souppes-sur-Loing, La Madeleine-sur-Loing, Bagneaux-sur-Loing, Saint-Pierre-lès-Nemours, Nemours, Montcourt-Fromonville, La Genevraye, Épisy, Écuelles,  Moret-sur-Loing e Saint-Mammès.

## Storia
All'inizio del XVIII secolo, il duca d'Orléans richiede che venisse realizzato un canale lungo il fiume Loing. Al fine di rifornire Parigi e la sua regione, le imbarcazioni che, dopo aver attraversato il canale di Briare, ultimato nel 1642 o il canale d'Orléans, terminato nel 1691, percorrono questo fiume, affluente della Senna, vengono ostacolate dal suo corso d'acqua, che presenta delle pericolose chiuse. Nel 1719, Luigi XV dà il proprio consenso al duca d'Orléans. I lavori sul canale del Loing, così chiamato, iniziano nel 1720: il canale segue il corso del Loing, percorrendo il suo letto per otto volte. I lavori vengono realizzati sotto la direzione dell'ingegnere Jean-Baptiste de Regemortes, tra il 1719 e il 1724. A partire da quel momento, le parti in comune tra il fiume e il canale verranno rimpiazzate da alcuni segmenti, fatta eccezione per Saint-Mammès e Fromonville, vicino a Nemours. Durante la Rivoluzione francese, i creditori del duca d'Orléans si impadroniscono dei canali del Loing e d'Orléans. Nel 1809, viene fondata la Compagnia dei canali del Loing e d'Orléans, per la gestione dei due canali. Lo stato che nel 1861 diventa il proprietario dei canali, nel XIX secolo compie dei lavori di ampliamento per mettere le chiuse nel gabarit Freycinet, comparso nel 1879: quest'ultimo rende possibile la circolazione di barche di 39 m di lunghezza su 5,20 m di larghezza per 2 metri di profondità navigabile mentre il canale consente il transito solamente alle barche di 30,40 m su 5,20 m e 1,60 metri di pescaggio. Nel 1997, uno studio per la modernizzazione del canale, attraverso la soppressione di una parte delle chiuse, non si concretizza.

## Caratteristiche fisiche
Il canale del Loing è un canale laterale al gabarit Freycinet, che costeggia il fiume Loing. Ha una lunghezza di 49,424 chilometri e comprende 21 chiuse. Al livello di Saint-Mammès e Veneux-les-Sablons presenta un'altitudine di 45 m mentre a Corquilleroy (Buges) ne presenta una di 83 metri. Il calo medio delle chiuse è di 2 metri. Calo maggiore: Chiusa da completare.